# Papynyrchva
Papynyrchva nebo Saberio (abchazsky Папынырхәа nebo Саберио, gruzínsky a megrelsky საბერიო – Saberio) je vesnice v Abcházii v okrese Gali. Leží přibližně 18 km východně od okresního města Gali. Obec sousedí na západě a severozápadě s Gumryšem v okrese Tkvarčeli, které od sebe odděluje Vodní nádrž Gali, na severovýchodě s Alakumharou, na východě s Pachulani a s Tkaiou, které se obě nachází v gruzínském kraji Samegrelo – Horní Svanetie a odděluje je od Papynyrchvy řeka Inguri, a na jihu a jihozápadě s Dichazurgou.
Oficiálním názvem obce je Vesnický okrsek Papynyrchva (rusky Папынрхуаская сельская администрация, abchazsky Папынырхәа ақыҭа ахадара). Za časů Sovětského svazu se okrsek jmenoval Saberijský selsovět (Сабериоский сельсовет).

## Části obce
Součástí Papynyrchvy jsou následující části:
- Papynyrchva / Saberio (Папынырхәа / Саберио)
- Abaažu / Nadžichuri (Абаажә / Наџьихәри) – gruz. Nadžichuri (ნაჯიხური)
- Agvara Du / Partonachori (Агәара ду / Ԥарҭонахори) – gruz. Partonichori (ფართონიხორი)
- Gvaši Gverdi (Гваши Гверди) – gruz. Gvašigverdi (ღვაშიგვერდი)
- Samarkvalo (Самарқвало) – gruz. სამარქვალო
- Škaši Suki (Шьқашьи Суки) – gruz. Škašisuki (შქაშისუკი)

## Historie
Saberio bylo v minulosti součástí gruzínského historického regionu Samegrelo, od 17. století Samurzakanu. Po vzniku Sovětského svazu byla vesnice součástí příhraničí Abchazské ASSR s Gruzií. Polovina obyvatel byli Gruzínci a druhá polovina byla megrelské národnosti. Obec spadala pod okres Gali. Na severu od obce byla při zprovoznění vodní elektrárny na Ingurské přehradní nádrži vybudována velká rozvodna.
Během války v Abcházii v letech 1992–1993 byla obec ovládána gruzínskými vládními jednotkami. Na konci této války se zdejší obyvatelé, z nichž téměř dvě pětiny z Abcházie uprchly, ocitli pod vládou separatistické Abcházie. V roce 1996 došlo k přejmenování Saberia na současný název Papynyrchva. Dle Moskevských dohod z roku 1994 o klidu zbraní а o rozdělení bojujících stran byla Papynyrchva (Saberio) začleněna do nárazníkové zóny, kde se o bezpečnost staraly mírové vojenské jednotky SNS v rámci mise UNOMIG. Mírové sbory Abcházii opustily poté, kdy byla v roce 2008 Ruskem uznána nezávislost Abcházie. Na silnici mezi Papynyrchvou a Pachulani vznikly hraniční přechod a pozorovatelna.
Od roku 2008 se o bezpečnost a o hranici s Gruzií starají abchazské a ruské vojenské jednotky. To vedlo k různým incidentům, kdy v Dichazurze a Papynyrchvě (Saberiu) bylo vypáleno několik domů jako odplata za vraždu tří příslušníků abchazské pohraniční stráže ze strany příbuzných a přátel. Mezi další problémy obce patřily únosy organizované kriminálními gangy.

## Obyvatelstvo
Dle nejnovějšího sčítání lidu z roku 2011 je počet obyvatel této obce 2370 a jejich složení následovné:
- 1330 Gruzínů (56,1 %)
- 968 Megrelců (40,8 %)
- 22 Rusů (0,9 %)
- 18 Abchazů (0,8 %)
- 5 Pontských Řeků (0,2 %)
- 4 Arméni (0,2 %)
- 23 příslušníků ostatních národností (1,0 %)

Před válkou v Abcházii žilo v obci 1653 obyvatel, v celém Saberijském selsovětu 4019 obyvatel.